# کارکس اریکتروم
کارکس اریکتروم (نام علمی: Carex ericetorum) نام یک گونه از سرده جگن است.